# Silvano Merkuza
Silvano Merkuza (Trieste, 27 gennaio 1938) è un ex calciatore italiano, di ruolo centrocampista.

## Carriera
Giocò in Serie A con la Triestina.

## Palmarès

### Club

#### Competizioni nazionali
- Serie B: 1

Triestina: 1957-1958
- Serie C: 1

Triestina: 1961-1962